# Замок Бити
Замок Бити (фр. Château de Bity) — небольшой замок XVI века с 20 гектарами угодий на малой родине Жака Ширака в небольшой коммуне Сарран южнофранцузского департамента Коррез (регион Новая Аквитания), в 10 км к востоку от Тюля, недалеко от автострады A89; принадлежит чете Ширак. Памятник истории с 1969 года.

## История
- Возведён в XVI веке. В 1715 году куплен Этьенном де ля Сельв (Étienne de la Selve), советником из Тюль; в 1843 г. продан его семьей (Selve de Sarran), переехавшей в замок Ля Ган на севере от Тюля..
- С июля 1933 по июнь 1935 года в замке Бити проживал Лев Троцкий, прячась как от советских чекистов, так и белогвардейских боевиков, но вынужденный местными властями уехать — в Норвегию.
- Во Вторую Мировую войну замок Бити использовался французским Сопротивлением как госпиталь.
- 3 марта 1969 года замок Бити приобрёл молодой министр Жак Ширак и его жена Бернадет за 1,2 млн франков. Уже 3 апреля государственным декретом (arrêté du 3 avril 1969) включён в список исторических памятников, о чём тогда же известил читателей недремлющий еженедельник «Канар аншене». Сумма государственной субсидии, выделенной на реставрацию замка, — 60 тысяч франков. За покупку замка Ширак получил разнос от тогдашнего президента Жоржа Помпиду: «Когда хотят заниматься политикой, не имеют замков, — кроме тех случаев, когда они принадлежали семье, как минимум, со времён Людовика XV». Государство продолжает выделять деньги на содержание замка, как на объявленный архитектурный памятник. Позже Ширак купил землю вокруг замка, чтобы воспрепятствовать строительству гидроэлектрического генератора или центра отдыха, или оборудованного места для кочующих цыган, и тем самым сохранить покой.

В ноябре 2005 забастовщики, протестовавшие против приватизации госкомпании Электриситэ де Франс, на некоторое время обесточили замок Бити — дом президента Франции, но Ширак с женой находились в Париже, и пострадал лишь морозильник замка.